# Angola-Ginsterkatze
Die Angola-Ginsterkatze (Genetta angolensis) ist eine von 15 Arten der Ginsterkatzen innerhalb der Schleichkatzen. Sie ist in Afrika südlich der Sahara verbreitet.

## Merkmale
Die Angola-Ginsterkatze hat einen schlanken Körper mit kleinem Kopf. Sie ist etwa katzengroß mit einem Körpergewicht von ein bis zwei Kilogramm. Das Fell ist auf dunkel- bis rötlichgrauem Grund mit zahlreichen schwarzen Flecken bedeckt, die auf dem Hals und Rücken in ein Streifenmuster aus je fünf parallelen Linien an jeder Körperseite übergehen. Das Fleckenmuster kann sich bis zu den Beinen fortsetzen, die Bauchseite ist heller und ungefleckt. Entlang der Wirbelsäule befindet sich ein etwa 6 Zentimeter hoher Haarkamm, der bei dieser Art dichter behaart ist als bei anderen Ginsterkatzen. Der Schwanz ist hell und schwarz geringelt.

## Verbreitung

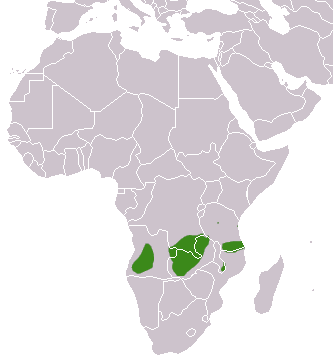
Verbreitungsgebiet der Angola-Ginsterkatze

Die Angola-Ginsterkatze ist in Teilen Afrikas südlich der Sahara verbreitet. Das Verbreitungsgebiet umfasst Teile von Angola, die Demokratische Republik Kongo, Malawi, Mosambik, Tansania und Sambia. Als nördlichster Fundort wird Turu in Tansania angenommen. Sie bewohnt Gebiete, in denen Miombo, eine von Brachystegia dominierte Graslandschaft mit lockerem Baumbestand, mit Savannen durchmischt ist.

## Belege
1. ↑  Paula White: Genetta angolensis im Animal Diversity Web der University of Michigan Museum of Zoology. Abgerufen: 30. Dezember 2011.
2. ↑  Genetta angolensis in der Roten Liste gefährdeter Arten der IUCN 2011. Eingestellt von: P. Gaubert, J. Crawford-Cabral, M. Hoffmann, 2008. Abgerufen am 30. Dezember 2011.